# 旅游地理学
旅游地理学（英語：Tourism geography）是研究人类旅行游览活动与地理环境关系的一门学科。旅游地理学不仅同地理学的许多分支学科的关系密切，而且与多门学科彼此渗透。如：社会学、民俗学、考古学、历史学、建筑学、园林学、经济学等。

## 研究内容
旅游地理学研究的主要内容是:
- 旅游的起因及其地理背景，
- 旅游者的地域分布和移动规律，
- 旅游资源的分类、评价、保护和开发利用论证，
- 旅游区（点）布局和建设规划，
- 旅游区划和旅游线路设计，
- 旅游业发展对地域经济综合体形成的影响，
- 旅游业对区内环境的影响等。

## 发展简史
在中国古代文献中，有许多关于旅游活动的文字记载，甚至有旅游方面的专著。如《水经注》、《徐霞客游记》等，中国的方志中也含有丰富的古典旅游资料。
现代的旅游地理学起源于20世纪20年代。